# Bora-Bericcio
Le Bora-Bericcio est un volcan composé de deux cônes, le Bora et le Bericcio, situé dans la région d'Oromia en Éthiopie.
L'activité volcanique du Bora-Bericcio remonte à l'ère Holocène, seules des fumerolles continuent à être actives de nos jours.